# Ciara: The Evolution
Ciara: The Evolution, noto anche più semplicemente come The Evolution, è il secondo album di inediti della cantante R&B statunitense Ciara, pubblicato il 5 dicembre 2006 dalle etichette discografiche LaFace Records e Jive Records in Nord America. Nel Regno Unito è stato pubblicato il 9 aprile 2007. L'album ha ricevuto critiche miste ed ha debuttato alla prima posizione sulla Billboard 200. Nella prima settimana ha venduto 338 000 copie ed è stato certificato Platino alla RIAA. Dall'album è stato estratto il singolo Get Up, in collaborazione con Chamillionaire, Promise e Like a Boy. L'ultimo singolo estratto è Can't Leave 'Em Alone, in collaborazione con 50 Cent.

## Titolo e produzione
Ciara ha dichiarato: «Il titolo è dovuto appunto alla mia crescita personale, ma anche all'evoluzione sulla moda, sulla danza e la musica». Le canzoni provengono generalmente dalle idee di Ciara, ma Madonna, Michael Jackson e Prince influenzano molto sull'album.
Nel corso di MTV News Ciara ha dichiarato: «Ciara: The Evolution è Goodies alla decima potenza, ma non voglio rimanere troppo lontana dal mio album precedente». Infatti nell'album la cantante mantiene le stesse idee, ma collabora con produttori diversi dal vecchio album, in modo da ottenere nuove sonorità e canzoni, utilizzando sempre la stessa energie e potenzialità. Alcuni dei produttori dell'album sono Polow da Don, will.i.am, Calvo da Gr8 e Brian Kennedy. Partecipano invece all'album Lil Jon, Chamillionaire, 50 Cent e will.i.am.

## Stile album e edizioni
A differenza di Goodies, Ciara: The Evolution, contiene più immagini stilizzate e alla moda (per raffigurare tramite fotografie l'evoluzione nella moda). La copertina invece ha richiamato l'attenzione dei critici, dicendo che era molto simile a una copertina della cantante R&B defunta Aaliyah. Ciara:The Evolution è stata pubblicata, oltre all'edizione standard, anche come edizione speciale in formato DVD. Il DVD contiene le coreografie eseguite nei video "Get Up" e "Promise" e il dietro le quinte di "Promise". L'edizione limitata europea invece conteneva il video di "Like a Boy". Una confezione da due album e un pacchetto del canale BET è stato pubblicato lo stesso giorno. Conteneva diverse interviste, un video in cui Ciara descriveva il suo stile di vita, dei saluti da parte della cantante ed inoltre dei video dell'album precedente (Goodies), And I e l'esecuzione live.
Ci sono quattro diverse bonus track a seconda delle edizioni: Love You Better si trova nell'iTunes Store Giapponese e Statunitense. Addicted e Promise [Go and Get Your Ticket Mix], in collaborazione con R. Kelly, sono nell'edizione europea. Do It, in collaborazione con will.i.am, è una bonus track dell'iTunes Store europeo.

## Canzoni
La canzone di apertura dell'album è That's Right, in collaborazione con Lil Jon, e all'ascolto pare un'ottima elettrizzante traccia di apertura. In questo brano, non solo grazie alla sua voce sexy, Ciara riceve critiche positive sia dal pubblico che dagli addetti ai lavori. Questo doveva essere il quarto singolo, ma non fu più pubblicato. Un video del brano venne poi pubblicato nel dicembre 2007, esattamente la notte di Natale.
La seconda canzone, pubblicata come terzo singolo, è, Like a Boy. La critica l'ha accolto positivamente, in quanto il brano mette in luce temi attuali, quali l'emancipazione femminile e i rapporti sessuali. La terza traccia, The Evolution of Music, è un interludio. Ciara parla di come ha registrato le sue nuove canzoni.
Il primo singolo dell'album è la quarta traccia, Promise, pubblicata nell'Ottobre del 2006, il secondo singolo di Ciara a entrare, da solo, nella top venti negli USA.
La quinta traccia è I Proceed. Il brano viene messo a confronto con le slow-jam di Missy Elliot, canzone simili a brani di Janet Jackson, prodotti negli anni '80.
La sesta traccia è il quarto ed ultimo singolo, in collaborazione con 50 Cent . La settima traccia porta il titolo di,  C.R.U.S.H., e canta di una liceale che aspira al fidanzamento con un ragazzo. L'ottava traccia, My Love è stata co-prodotta da Ciara e parla del suo ex-ragazzo, Bow Bow. La canzone inizialmente doveva essere il quarto singolo estratto dall'album, al posto di "Can't Leave 'Em Alone", ma all'insaputa di tutti e per ragioni sconosciute non fu più pubblicato.
Il secondo interludio e nona traccia, porta il titolo, The Evolution of Dance, nel quale Ciara canta di come è diventata una bravissima ballerina. La decima traccia, Make It Last Forever, è un brano estremamente ballabile, mentre e l'undicesima traccia, ha il titolo di Bang It Up . La dodicesima traccia, Get Up, funge sia da primo singolo dell'album, ma anche da terzo singolo della colonna sonora di Step Up.
The Evolution of Fashion è il terzo interludio e parla dell'evoluzione di Ciara nella moda. La canzone successiva è Get In, Fit In ed è la quattordicesima traccia dell'album. A seguire c'è l'ultimo e quarto interludio dell'album, The Evolution of C , dove canta dell'evoluzione di Ciara negli ultimi due anni. Seguono poi tre ballate, a partire dalla sedicesima traccia, So Hard. Le ultime due tracce sono rispettivamente I'm Just Me e I Found Myself.

## Tracce
1. That's Right (feat. Lil Jon) – 4:16 (Ciara Harris, Jonathan Smith, LaMarquis Jefferson, Candice Nelson, Balewa Muhammad, Jasper Cameron)
2. Like a Boy – 3:57 (Ciara Harris, Candice Nelson, Balewa Muhammad, J. Que, Ezekiel Lewis, Calvin Kenon)
3. The Evolution of Music (Interlude) – 0:10
4. Promise – 4:27 (Ciara Harris, Jasper Cameron, Jamal Jones, Elvis Williams)
5. I Proceed – 4:13 (Ciara Harris, Pharrell Williams)
6. Can't Leave 'Em Alone (feat. 50 Cent) – 3:48 (Ciara Harris, LaShawn Daniels, Rodney Jerkins, Curtis Jackson)
7. C.R.U.S.H. – 4:17 (Ciara Harris, Jonathan Smith, Craig Love, LaMarquis Jefferson, James Phillips, Adonis Shropshire, Larry Linn)
8. My Love – 4:00 (Ciara Harris, Candice Nelson, Brian Kennedy, Antwoine Collins, Balewa Muhammad)
9. The Evolution of Dance (Interlude) – 0:15
10. Make It Last Forever – 3:33 (Ciara Harris, LaShawn Daniels, Rodney Jerkins, James Brown, Robert Ginyard)
11. Bang It Up – 3:04 (Ciara Harris, Sean Garrett, Jamal Jones)
12. Get Up (feat. Chamillionaire) – 4:21 (Ciara Harris, Phalon Alexander, Hakeem Seriki)
13. The Evolution of Fashion (Interlude) – 0:15
14. Get In, Fit In – 4:13 (Ciara Harris, Will Adams)
15. The Evolution of C (Interlude) – 0:19
16. So Hard – 4:49 (Ciara Harris, Candice Nelson, Balewa Muhammad, Bryan Michael Cox, Kendrick Dean, T.Clark)
17. I'm Just Me – 4:32 (Ciara Harris, Elvis Williams)
18. I Found Myself – 4:32 (Ciara Harris, Dallas Austin)

Traccia aggiunta nelle versioni giapponese e statunitense
1. Love You Better – 4:29 (Ciara Harris, Michael Crooms, Jasper Cameron, W. Jones)

Tracce aggiunte nella versione europea
1. Addicted – 3:06 (Ciara Harris, Candice Nelson, Demetrius Spencer)
2. Promise (feat. R. Kelly) (Go and Get Your Tickets Mix) – 4:59 (Ciara Harris, Jasper Cameron, Jamal Jones, Elvis Williams, R. Kelly)

Traccia aggiunta nella versione iTunes europea
1. Do It (feat. Will.i.am) – 3:50 (Ciara Harris, Will Adams, Raymond Davies, Herby Azor)

DVD aggiunto nell'edizione speciale
1. Ciara and Dancers Teach Move from "Get Up" – 16:06
2. "Get Up" Music Video – 5:01
3. Ciara and Dancers Teach Moves from "Promise" – 14:38
4. "Promise" Music Video – 4:22
5. Behind-the-Scenes of "Promise" – 4:36
6. "Like a Boy" Music Video – 4:00

## Date di pubblicazione
| Regione       | Data             |
| ------------- | ---------------- |
| Stati Uniti   | 5 dicembre 2006  |
| Canada        | 5 dicembre 2006  |
| Giappone      | 6 dicembre 2006  |
| Indonesia     | 20 dicembre 2006 |
| Nuova Zelanda | 25 marzo 2007    |
| Italia        | 6 aprile 2007    |
| Regno Unito   | 9 aprile 2007    |
| Australia     | 13 aprile 2007   |
| Germania      | 13 aprile 2007   |
| Francia       | 16 aprile 2007   |

## Singoli per Regione
- Nord America

1. "Get Up"
2. "Promise"
3. "Like a Boy"
4. "Can't Leave 'Em Alone"

- Regno Unito

1. "Like a Boy"
2. "Get Up"/"Get Up [Kardinal Beats Remix]
3. "Can't Leave 'Em Alone"

- Europa

1. "Like a Boy"
2. "Get Up"
3. "Can't Leave 'Em Alone"

- Cina, Svezia e Nuova Zelanda

1. "Get Up"
2. "Like a Boy"
3. "Can't Leave 'Em Alone"

## Classifiche
| classifica (2006)                     | Posizione |
| ------------------------------------- | --------- |
| Canadian Albums Chart                 | 32        |
| Canadian R&B Albums Chart             | 5         |
| Oricon International Album Chart      | 8         |
| U.S. Billboard 200                    | 1         |
| U.S. Billboard Top R&B/Hip-Hop Albums | 1         |
| classifica (2007)                     | Posizione |
| Australian Top 50 Albums Chart        | 76        |
| Australian Urban Albums Chart         | 12        |
| Austria Albums Chart                  | 68        |
| Belgium Albums Chart                  | 43        |
| SNEP (Francia)                        | 49        |
| German Albums Chart                   | 32        |
| Irish Albums Chart                    | 29        |
| New Zealand RIANZ Top 40 Albums Chart | 21        |
| Switzerland Albums Chart              | 15        |
| Taiwan Albums Chart                   | 2         |
| UK Albums Chart                       | 17        |
| Japan Oricon Album Chart              | 30        |